# 小千谷市錦鯉の里
小千谷市錦鯉の里（おぢやしにしきごいのさと）は、新潟県小千谷市城内一丁目8-22にあるニシキゴイの展示施設。ニシキゴイに関する世界で唯一の展示施設である。

## 歴史
1989年（平成元年）10月、観賞棟・展示棟からなる錦鯉会館と錦鯉公園、イベント広場を兼ねた駐車場を備えた施設として開館した。
小千谷市や隣接する長岡市山古志地域を含む二十村郷と呼ばれる地域はニシキゴイ発祥の地であり、2017年（平成29年）5月5日にはニシキゴイが新潟県の鑑賞魚に指定されている。

## 施設

屋内鑑賞池のニシキゴイ

ニシキゴイに関する資料や映像が見られる資料展示室、面積268m2のニシキゴイの屋内鑑賞池のある鑑賞棟、約120匹のニシキゴイが泳ぐ池などが配置された面積1,934m2の日本庭園で構成される。屋内鑑賞池では約40品種約150匹のニシキゴイが泳ぐ。ニシキゴイは春から秋にかけて土の池で養殖を行うため、産地では澄んだ水を泳ぐ姿を間近で見ることができないが、錦鯉の里では通年でニシキゴイの鑑賞ができる。鑑賞池のニシキゴイに対して餌やりを行うことも可能である。
- 資料展示室
- 鑑賞棟
- 日本庭園

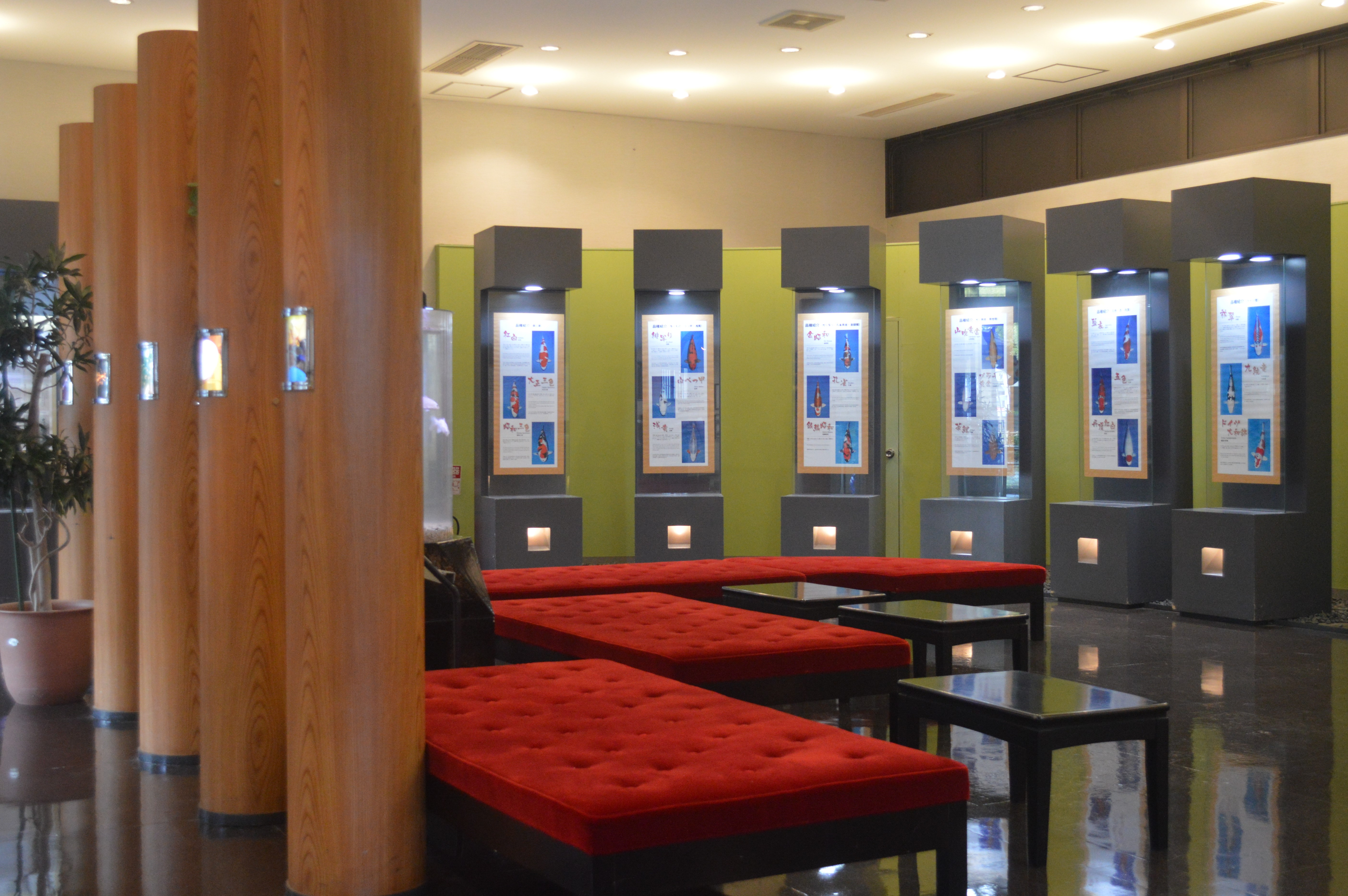
展示ホール
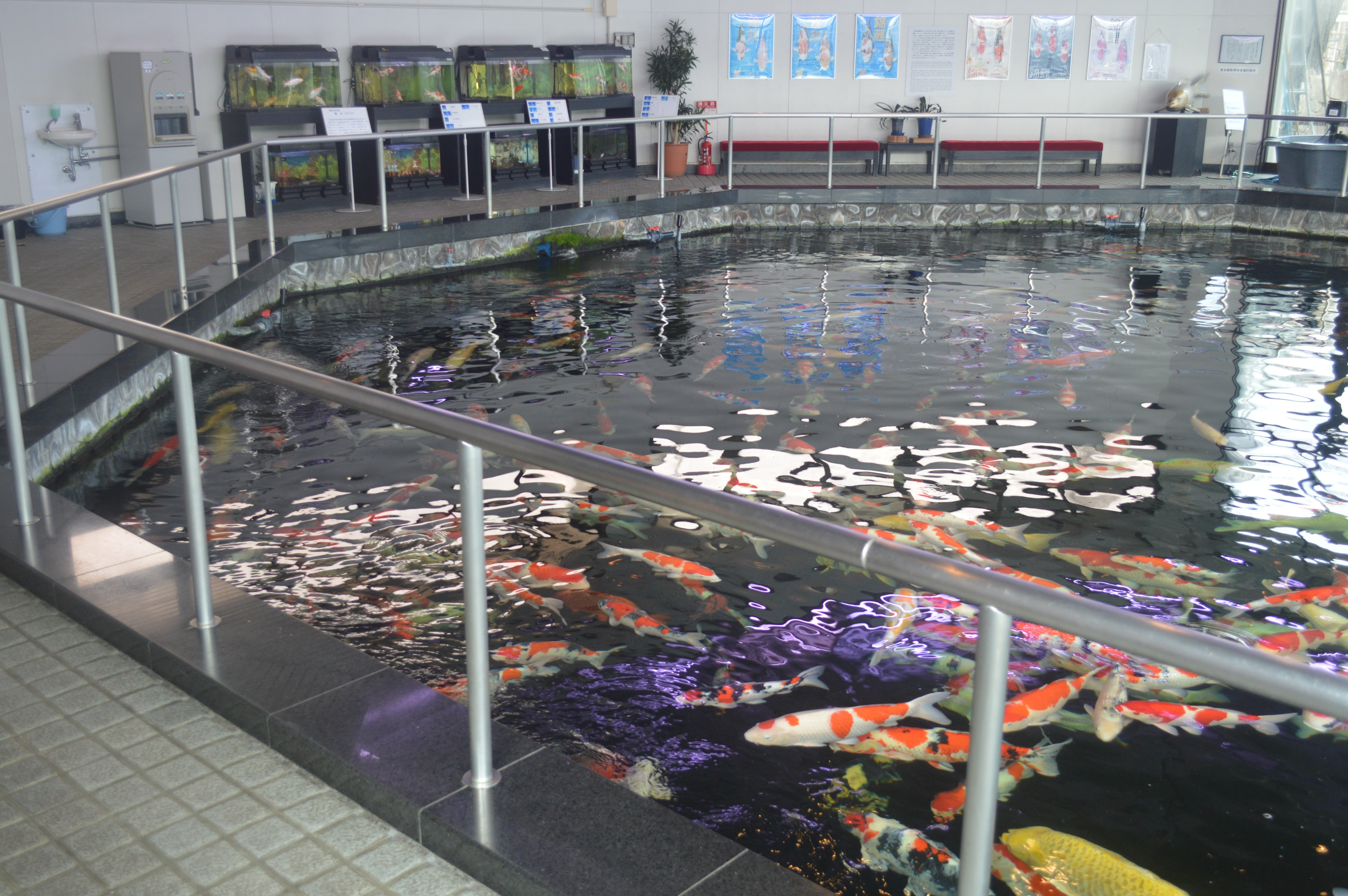
鑑賞棟の屋内鑑賞池

### オーナー制度
ニシキゴイを1尾5万円で購入して管理を委託するオーナー制度が当初から設けられている。購入したニシキゴイが病気で死亡した場合、購入から1年以内なら同品種を無償で保障される。購入から1年以上経過したら、オーナー資格が消滅し、ニシキゴイの搬出は自由となる。オーナー特典として、小千谷市錦鯉の里への入館料が免除され、小千谷市で行われる錦鯉品評会の案内が送られる。

## 利用案内
- 開館時間
  - 3月～11月は9:00～18:00
  - 12月～翌年2月は9:00～17:00
- 入館料
  - 大人520円、小中学生310円、学齢未満無料
  - 小千谷市民限定年間入館券1040円
- 休館日
  - 12月29日～翌年1月3日

## アクセス
- 関越自動車道小千谷ICより車で約5分。
- 越後交通「サンプラザ前」バス停より徒歩約2分。または「本町中央」バス停（国道291号本町通り沿い）より徒歩約5分。
- JR上越線小千谷駅より西へ徒歩約35分。